# 김창보
김창보(金昶寶, 1959년 ~ )는 제32대 법원행정처 차장을 역임한 대한민국의 법관이다.

## 생애
1959년 제주도 북제주군에서 태어난 김창보는 제주제일고등학교와 서울대학교 법학과를 졸업하고 1982년 제24회 사법시험에 합격했다. 제14기 사법연수원과 군 법무관을 마치고 1988년 서울지방법원 북부지원 판사에 임명된 김창보는 이후 서울민사지방법원, 서울고등법원 판사를 하다가 대법원 재판연구관을 거쳐 2000년 2월에 제주지방법원 부장판사에 임명되어 재판장으로서 재판에 임하게 되었으며 2005년 2월 서울중앙지방법원, 2007년 2월 광주고등법원,  2008년 2월 수원지방법원, 2009년 2월 서울고등법원으로 전보되어 부장판사를 하였다. 수원지방법원에서 재직할 때는 수석부장판사를 맡았다.
서울고등법원에서 공정거래사건 전담재판장과 환경사건 전담재판장을 역임하면서 공장 부지에 오랫동안 폐기물을 불법 매립해 토양을 오염시키고 그 부지를 매각한 최초 및 중간 토지소유자에게 불법행위 책임과 채무불이행 책임을 인정한 판결을 했던 김창보는 법원 내 학술단체인 환경법 커뮤니티 회장을 지내면서 환경사건과 관련한 문제를 다룬 연구논문집 '환경소송의 제문제'를 발간했다.
2014년 2월에 법원장으로 승진하여 제55대 제주지방법원장에 취임하면서 2년동안 제54대 제주특별자치도 선거관리위원회 위원장을 겸직하였다. 제주지방법원에서 2년동안 법원장으로 재직하다 2016년 2월에 서울고등법원 부장판사로 재판 현업에 복귀하였으나, 판사 학술행사 축소를 일선 법관에게 지시하는 등 "사법행정권 남용 행위를 했다"는 법원 진상조사위원회의 조사 결과에 책임을 지고 사퇴하여 공석이 된 법원행정처 차장에 2017년 5월에 임명되었다.
2019년 1월 28일에 있었던 김명수 (법조인) 대법원장의 두번 째 인사에서 3월 5일 임기가 만료되는 조병현 중앙선거관리위원 후임으로 내정하면서 서울고등법원 법원장에 임명되었다.

## 경력
- 1982년 제24회 사법시험 합격
- 1985년 제14기 사법연수원 수료
- 1985년 군법무관
- 1988년 서울지방법원 북부지원 판사
- 1990년 서울민사지방법원 판사
- 1992년 제주지방법원 판사
- 1995년 광주고등법원 제주원외재판부 판사
- 1996년 서울고등법원 판사
- 1998년 대법원 재판연구관
- 2000년 2월~2002년 2월 제주지방법원 부장판사
- 2002년 2월~2005년 2월 서울남부지방법원 부장판사
- 2005년 2월~2007년 2월 서울중앙지방법원 부장판사
- 2007년 2월~2008년 2월 광주고등법원 부장판사
- 2008년 2월~2009년 2월 수원지방법원 수석부장판사(고등법원 부장판사)
- 2009년 2월~2014년 2월 서울고등법원 부장판사
- 2014년 2월~2016년 2월 제55대 제주지방법원장
- 2016년 2월~2019년 2월 제33대 법원행정처 차장
- 2019년 2월~2021년 2월 제48대 서울고등법원장
- 2019년 3월~2025년 3월 중앙선거관리위원회 위원
- 2021년 2월~2024년 2월 서울중앙지방법원 원로법관
- 2024년 ~ 법무법인(유한) 대륙아주 대표변호사

## 주요 판결
- 서울고등법원 민사8부 재판장으로 재직하던 2009년 8월 18일에 진실과 화해를 위한 과거사정리위원회가  2007년 11월 국민보도연맹 사건과 관련된 희생자 명단 407명을 확정해 발표하면서 유족 508명이 국가를 상대로 소송을 제기하여 1심에서 51억4천600만원의 배상 판결을 받은 사건의 항소심에서 "소멸시효 주장이 현저히 부당한 권리남용이라고 보기 어렵다"며 1심 판결을 깨고 원고 패소 판결했지만[2] 대법원에서 파기환송되었다.[3]
- 서울고등법원 형사4부 재판장으로 재직하던 2017년 4월 28일에 옥시에서 뇌물을 받고 유리한 가습기 살균제 실험 보고서를 작성한 수뢰후부정처사와 증거위조로 기소된 서울대학교 교수 조모씨(57)에게 징역 2년을 선고한 1심을 깨고 무죄를 선고하면서 관련 연구비를 연구실 비용으로 쓴 사기를 인정하여 징역 1년에 집행유예 2년을 선고했다.[4]